# Mollinedia glabra
Mollinedia glabra é uma espécie de planta do gênero Mollinedia e da família Monimiaceae. 
Endêmica da Floresta Atlântica, nos estados do Espírito Santo e Rio de Janeiro, ocorrendo tanto na planície quaternária, em áreas de restinga, principalmente na Mata Seca, como na floresta de tabuleiros, de baixada, submontana e montana. Infere-se que suas populações eram bem distribuídas nas restingas, restando hoje poucas populações, principalmente em unidades de conservação. Mollinedia glabra se diferencia das demais espécies do gênero pelas folhas nítidas, glabras, quando secas castanhas, mais raro oliváceas, flores com receptáculo urceolado, estames basais com filetes mais curtos que os apicais. Mollinedia elliptica Perkins,  Mollinedia viridiflora Tolm. e Mollinedia leiantha Perkins (ex descr.) são aqui consideradas  sinónimos sob M. glabra.

## Taxonomia
A espécie foi descrita em 1900 por Janet Russell Perkins.
Os seguintes sinônimos já foram catalogados:
- Mollinedia elliptica  (Gardner) A.DC.
- Mollinedia leiantha  Perkins
- Mollinedia nitida  Tul.
- Mollinedia pellucens  tul.
- Mollinedia viridiflora  Tolm.

## Forma de vida
É uma espécie terrícola, arbustiva e arbórea.

## Descrição
| Caule                                   | Caule                                         |
| --------------------------------------- | --------------------------------------------- |
| superfície da casca externa             | lisa                                          |
| Folha                                   |                                               |
| filotaxia                               | oposta                                        |
| forma da lâmina                         | elíptica/ovada/estreito elíptica              |
| ápice                                   | acuminado/agudo                               |
| base                                    | cuneada/arredondada                           |
| margem                                  | inteira/dentada                               |
| pilosidade da face adaxial              | glabra                                        |
| pilosidade da face abaxial              | glabra                                        |
| cor da folha seca                       | verde oliva/castanha                          |
| consistência                            | papirácea/cartácea/coriácea                   |
| Inflorescência                          |                                               |
| tipo da inflorescência estaminada       | cimeira triflora/cimeira triflora fasciculada |
| Flor                                    |                                               |
| pilosidade                              | glabro                                        |
| forma do receptáculo da flor estaminada | urceolado                                     |
| tépala interna                          | não apendiculada                              |
| forma da antera                         | hipocrepiforme                                |
| cor dos tricoma                         | glabra                                        |
| Fruto                                   |                                               |
| forma da drupéola                       | elíptico                                      |
| indumento da drupéola madura            | glabra                                        |
| protuberância no receptáculo frutífero  | presente/ausente                              |
| superfície da drupéola                  | rugosa                                        |

## Conservação
A espécie faz parte da Lista Vermelha das espécies ameaçadas do estado do Espírito Santo, no sudeste do Brasil. A lista foi publicada em 13 de junho de 2005 por intermédio do decreto estadual nº 1.499-R.

## Distribuição
A espécie é encontrada nos estados brasileiros de Bahia, Espírito Santo, Minas Gerais e Rio de Janeiro. 
Em termos ecológicos, é encontrada no domínio fitogeográfico de Mata Atlântica, em regiões com vegetação de floresta ombrófila pluvial e restinga.